# کاتومبا، نیو ساوت ولز
کاتومبا (به انگلیسی: Katoomba) یک شهرک در استرالیا است که در بلومانتینز (شهر) واقع شده‌است.